# Органическое направление в русском авангарде
Органическое направление в русском авангарде XX века — восприятие мира как Органического целого, мира без хаоса, с динамической саморазвивающейся системой явлений, имеющих определенные законы, по которым суммируется всё многообразие частей в единое целое.
Первая четверть XX века — время художественной революции в России. В 1910—1920-х годах русские художники становятся пионерами во всеобщем движении культуры, а Россия — центром философско-религиозных и художественных идей. Изменения коснулись всей культуры начала XX века: философии, литературы, изобразительного искусства, музыки. Французское искусство: импрессионизм и кубизм, итальянский футуризм имели значение огромного внешнего толчка, но затем русское искусство стало базироваться на других предпосылках, которыми в большей степени оказались свои собственные традиции народного искусства: лубка, вывески, вышивки, резьбы, игрушки, а также иконы. Уже в 1910-х годах художники России создали самостоятельные школы и направления. По их разнообразию русское искусство этого времени представляет необычайное явление.
«Перемена» в области художественной формы была обусловлена ломкой позитивистского, статического миропонимания на рубеже конца XIX — начала XX века, в результате которого произошел глубокий духовный сдвиг в развитии общества. Искусство рассматривалось как составная часть мировоззрения и мировосприятия. Все крупные представители художественного авангарда мечтали о переустройстве мира, самоусовершенствовании человека через приобщение его к искусству, через воздействие искусства на него. Реально ли это — вопрос другой, но важно, что русскому авангарду одной эстетики было мало, ему нужно было переустройство мира на новых началах.
Писатель Василий Розанов заметил: «Новый нравственный миропорядок — вот что характерно было для русской литературы».
Написано о литературе, но это было равнозначно и миру изобразительного искусства. Необходимо было прежде всего воспитать «нового человека» с «новым сознанием». Поиски универсальной цельности, единства и потерянной духовности привели к увлечению и изучению разнообразных форм древних религий, мистерий, мифологии. Одновременно проблема целостности становится одной из центральных и в научных познаниях. Происходило сближение искусства и науки.
В начале XX века искусство «прорывается» на новый уровень постижения Природы и Вселенной, на новый уровень видения. Возникли новые вкусовые критерии, острота которых держалась на диссонансе с устоявшимися представлениями о красоте форм, не был забыт и эпатаж.
Центром духовной и художественной жизни была столица России — Санкт-Петербург.
К середине 1910-х годов в художественном авангарде выявились определенные тенденции: кубофутуризм, захвативший почти всех художников, лучизм Михаила Ларионова, супрематизм Казимира Малевича, материальная культура Владимира Татлина, аналитическое искусство Павла Филонова, позднее в Москве расцвел конструктивизм.
В движении русского авангарда было ещё направление, которое возможно квалифицировать как «органическое». Ключевыми фигурами этого направления были поэт и художник Елена Гуро и музыкант, композитор, художник, теоретик и исследователь искусства Михаил Матюшин. Органическое, природное начало было принципиальным ориентиром творчества художников Павла Мансурова, Петра Митурича, Бориса, Марии, Ксении, Георгия Эндеров, Николая Гринберга — учеников мастерской Матюшина в бывшей Академии художеств (1918—1922), а затем его же учеников второго выпуска 1922—1926 годов. В 1960-е годы это направление оказалось глубоко воспринятым художниками Владимиром Стерлиговым (ученик Малевича), Татьяной Глебовой (ученица Филонова), Павлом Кондратьевым (два года учился у Матюшина, в конце 1920-х — начале 1930-х был у Филонова) и учениками Стерлигова и Кондратьева.
Общей платформой, на основании которой можно объединить этих художников, являются их мировоззрение и мироощущение, между которыми, по словам философа Павла Флоренского, «существует функциональное соответствие».
В Органическом целом нет различия между малым и большим, между микро- и макрокосмосом, между органическими и неорганическими частями природы. Камни и кристаллы растут, в них, как и во всей растительной природе, происходит движение. Рост, увядание, смерть, превращение — непрерывное Становление происходит в творящей природе. Феноменальный мир, реальность постоянно находятся в изменении. Это предпосылки Органического мировоззрения, в котором сущностное качество — это целостность, органичность, всеединство с единым порядком, пронизывающим всю Природу и Космос.
«Если жизнь и развитие самого малого схожа с жизнью самого необъятно громадного, и сущность их. то есть душа — может выразиться и, наоборот — самое маленькое понесет в себе самое великое — то значит НЕТ НИ ОДНОГО ПРАВИЛЬНОГО ПОНЯТИЯ О ВИДИМОСТЯХ и все перспективы физические и моральные совершенно неверны и их надо искать снова», — писал Матюшин в 1912 году.
Целостное Органическое мировоззрение предполагает синтез человека и Природы, его нерасчлененность с ней.
Идеи миропредставления как Единства Целого не новы. В связи с этим следует упомянуть философов Платона и Плотина, а также памятники христианского богословия — патристику, которая рассматривает Всеединство как высший онтологический принцип: «Вселенная, связанная воедино», — писал св. Григорий Богослов в IV веке.
Органическая теория имела большое значение в европейской романтической философии начала XIX века (Ф. Шеллинг, Ф. Шлейермахер, А. и В. Шлегели) и в искусстве неоромантизма конца XIX — начала XX века. Целостность миропонимания проповедовали русские религиозные философы Владимир Соловьёв, Семен Франк, Сергей Булгаков, Лев Карсавин, Павел Флоренский, Николай Лосский, оказавшие большое влияние на сущность духовных основ русской культуры конца XIX — начала XX века. Концепция всеединства снимала оппозицию духа и природы, идеи и действия, знания и веры. Об этом писал Флоренский, подчеркивая, что в этой концепции и в понятиях, и в реальности преодолеваются противоположности идеализма и материализма, но все же остается подчинение материального идеальному, мира — Богу.
Единство природы — не идея в человеческом плане, а само свойство природы, её реальность. Геометрия природных форм подчиняется своим строгим законам. Сущность, внутренний принцип, характер вещи остаются в природе глубоко сокрытыми, доступными в художественном плане наблюдению, созерцанию, интуиции, а в научном — в основном опыту. Целостное мировоззрение предполагает синтез не только человека и природы, но и искусства и науки. Художественный гений в своем творчестве всегда выявляет глубинные взаимосвязи явлений, постигая гармонию мира и творя по общим законам этой гармонии.
В русском авангарде такие фигуры, как Гуро, Матюшин (в этом же ряду поэт Велимир Хлебников), остро чувствовали разлад между природой и человеком, природой и творчеством. Культ машины и техники отдалил человека от природы, расчленил его с ней. Не через техницизм и машинную эстетику могла возникнуть утраченная гармония между человеком и природой. Природа — первична, машина — вторичный материал.
«Художник должен теперь в своем глубинном „Я“, отторгшемся от всех мер и условий, „зачать“ от природы, в большом сокрытии, выносить и родить ещё невиданное и не копируемое, пришедшее в мир в тяжкой муке радостного служения новому воплощению на Земле», — писал в 1916 году Матюшин.
Позднее он отметил, что первый «поднял знак возврата к природе», считая, что в пластической культуре кубизма связь с природой удалилась, сузилась.
Через целостность мировоззрения и мироощущения Гуро, Матюшин, Эндеры, Митурич, Стерлигов и др. представители органического направления «возвратили» нам природу в самом искусстве, в её новом пластическом образе в новой живописной жизни. Понятен пафос утверждения Бориса Эндера — «…установка в искусстве вернуть человека к природе».
Художники органического направления не сидели «спиной» к природе. Они не создавали априорных пластических схем. Длительное и внимательное наблюдение непосредственно на природе иногда одного и того же мотива в разное время суток и времен года — главный принцип их поведения.
«Взгляд на материю в упор — походит на удар по грубости. Увидеть суть её можно только в очень медленном приближении покоя, — записал Матюшин в Дневнике. — Глаза — почтовые ящики нашего обиталища получают много хламу и крошечку истины».
Этот опыт непосредственного длительного наблюдения есть опыт, по определению философа Семена Франка — «живого знания»… опыт, в котором реальность открывается нам изнутри, через нашу собственную сопринадлежность к ней". Этот «опыт» объясняет, почему этюды, наброски, акварели в творчестве этих художников преобладают по количеству над картинами маслом.
Руководствуясь духом познания, каждый из художников органического направления по-своему сумел увидеть в природе не поверхность объёмов, а их взаимодействие друг с другом во всеобщем пространственном единстве, во всеобщей связи и движении. Перед нами возникает пластический «портрет» природы, которая занимает главное место в творчестве этих художников и дает представление об общности их, по выражению писателя Андрея Белого, «живописной идеологии».
Работы Матюшина, Эндеров, Митурича и других предметно-беспредметны. Синтез видения, проникновение вглубь законов органики с целью уловить структуру её форм, взаимодействие форм друг с другом, логику их развития, влияние свето-цветовой и звуковой среды деформируют привычный вид предметов. В «органической» пластике целое является не суммой частей, а своеобразным единством закономерно изменившихся частей. Каждая форма живёт, «покрываясь» общим движением света, цвета, массы, пространства. Предметы становятся «беспредметными» только по сравнению со старым устоявшимся видением и ни в коем случае не абстрактными. Форма, возникающая на холстах и бумаге, квалифицировалась Матюшиным как «новый пространственный реализм».
Чтобы суметь проникнуть в «связанность» органического целого, нужно самому стать сотворцом природы, работать по её законам, подключиться к её ритмам, звукам, быть как бы деревом в лесу, а не художником с мольбертом, стоящим на его опушке.
«Природа говорит нам, не подражайте мне, изображая меня же. Творите сами так же. Учитесь Моему Творчеству. Смотрите на меня по-иному, чем смотрели. Наблюдая Вы увидите прежнюю форму исчезающей», — заявлял Матюшин о своей позиции творчества. Матюшин первый увидел такие «художественные» объекты природы, как корни и сучки, в форме которых ясно выражены движение и рост, то есть сущность, первооснова данной формы. Он ищет эту первооснову в природных формах, ищет знак, архетип. «Любой кусок дерева — железа — камня — утверждённый мощной рукой современной интуиции, может выразить сильнее знак божества, чем его обыкновенная переходящая портретность», — писал Матюшин в тезисах к статье «Путь знака» в 1919 году.
Среди художников органического направления творческий путь Матюшина необычен. Он предлагал и разрабатывал свою систему восприятия мира, которая отличалась цельностью и была построена на вере в развитие человеческих возможностей как тела, так и духа. Система была названа «ЗОР-ВЕД» (Зрение + Ведание). Расширенное смотрение". Она явилась основой работы Матюшина как профессора в Академии художеств в Петербурге (1918—1926), где он возглавил мастерскую «Пространственного реализма», и как руководителя Органического отдела (1923—1926) в Государственном институте художественной культуры, директором которого был его друг Казимир Малевич.
В конечном счете, в идеале система самоусовершенствования Матюшина, его гештальтпсихология восприятия должны были привести художника к новому состоянию при наблюдении природы, её элементов и пространства. Вся работа отдела Органической культуры была направлена на опытное подтверждение наблюдений на природе. Здесь изучались средства художественного языка: форма, цвет, звук в системе нового подхода восприятия реальности.
Близким по своему мироощущению Матюшину и его ученикам Марии, Ксении, Борису Эндерам был художник Петр Митурич. Он их лично хорошо знал, часто приходил в мастерскую «пространственного реализма» в Академию художеств, домой к Матюшину и в Гинхук. Его творчество также открывало новый взгляд на природу. «Я силен в непосредственном наблюдении природы».
«Чувство красоты и чувство истины есть одно и то же чувство природы. Поняв это, я ставил себе задачей развитие „нового чувства мира“, как необходимой познавательной силы. На основе этого сочетательного диалектического чувства я искал в образах наблюдаемого мира новые характеристики, которых не усматривал ни в чьей современной живописи», — писал Митурич.
Не примыкая ни к одной группе или школе авангарда, он находит собственный художественный язык. Главная проблема в его творчестве — это проблема пространства. В целостности, порядке и законе, пространственно-цветовой гармонии он видел свою пластическую задачу выявлять эти скрытые и глубокие качества Становления Природы. В рисунках тушью «графических мотивов» (1918—1922) преобладает «кривая» линия различной толщины и плотности, играющая роль природного формообразующего элемента. Вся архитектоника произведений Митурича исходит из природных форм: она «растет», развивается, скручивается в разных ритмах и темпах, в контрастах чёрного и белого, переходя в предметно-беспредметные оп-артистские кинетические структуры, за которыми ощущается первоначальный природный импульс. На этих же принципах Митурич создает объёмы «Пространственной графики» (1919—1921) и «Графический словарь» («Звездная азбука») 1919 года. В «Пространственной графике» трехмерное реальное пространство «всасывается», охватывает и связывает элементы природных форм (деревья, ветки и прочее) в целое, демонстрируя, с одной стороны, нерасчлененность Природы, с другой стороны, её дискретность. Отрицая отвлеченные геометрические формы, геометрию прямого угла, Митурич считал, что только познание ритмов природы, их закономерность пролегают путь к постижению её бесконечного и живого многообразия.
В 1923 году Экспериментальный отдел в Гинхуке возглавил молодой художник Павел Мансуров, открывший свой путь к идеям органики. В план работы отдела он ставит задачи, близкие Органической культуре Матюшина, мироощущение которого оказалось ему близким.
«Роль Малевича и Татлина видима на моих работах 17-го года, но мне стоило труда от них освободиться. Матюшин дал мне больше своими ясными взглядами на то, чего без него я бы мыслил, но не вполне верил бы себе, что я прав», — писал Мансуров в одном из писем к искусствоведу Евгению Ковтуну. Его программа — в русле появившегося острого интереса к структурным формообразованиям и законам природы в связи с развитием естественнонаучных знаний в конце XIX — начале XX века: творческий процесс должен быть основан на изучении и использовании формообразующих принципов органического мира. Все формы искусства Мансуров выводил из природных форм, «строительная техника» которых обусловлена влиянием окружающей среды. Внешний облик растений, животных, насекомых несет отпечаток той среды (ландшафт, рельеф местности, местные материалы, климат), в которой проходил их исторический процесс формирования. Истинное искусство — это идти путём природы. «… единственный наш учитель — Природа. Помочь найти этого учителя, то есть научить видеть Природу, вот задача здоровой школы», — писал Мансуров в статье «Против академистов-формалистов» в 1926 году. В пространственных композициях, названных Мансуровым «Живописные формулы» (1920-е годы), и в композициях с планетарными шарами, «плавающими» в «надземном» пространстве, есть ощущение бесконечности и космизма. Их беспредметность построена, как тонко заметил знаток русского авангарда Ж.-К. Маркаде, на «очищении мельчайших природных ритмов».
Обращение к Природе, к цвето-формовой структуре пространства является основой всего творчества Владимира Стерлигова — ученика Малевича. Его пространственные структуры, возникающие на живописной плоскости, связаны с миром природных форм: это формообразующая кривая, которая в сферическом пространстве образует Купол и Чашу — своеобразную форму «упаковки» мира.
«У художника каждая мельчайшая долька его холста это Вселенная с происшествиями», — говорил Стерлигов.
Вселенная воспринимается им как единый организм, основой которого является чашно-купольная криволинейная структура. В этом организме пространство не окружает природу, а входит в неё, в новой взаимосвязи и природа воспринимается как часть вселенной. «… в чашно-купольном искусстве проникает друг в друга само пространство, цвет пространства в цвет пространства, а предмет (старинная бабуся) ничем не отличается от проникновений. Замечаются только проникновения», — записал Стерлигов в 1967 году.
Свойства пространства, основанного на кривизне, и качественных аспектов его: мёбиусности и топологичности, вносят в произведения Стерлигова новое пластическое качество формообразования и цвета. Беспредметность в его пластическом мире несет природные ощущения в цвете и движении форм. «Я учился у Малевича и после квадрата поставил чашу. Как идея — это открытая чаша. Это кривая мира, она никогда не кончится», — говорил Стерлигов и подчеркивал, что «и чаша и кубизм как измерения не существуют. Разница движения в кубизме и чаше только в движении духовного бытия. Без этого движения остаются одни измерения. <…> Время и пространство — явления нравственные. Это делает Форму. Изменилось ли небо? — Нет. Изменилось наше представление о нём».
В искусстве, как правило, в одиночестве форма не возникает. Форма не сотворяется, форма рождается. Схожесть форм в 1960-е годы наблюдается в произведениях Стерлигова и западных художников: Макса Билла, Кальдера, Адана, Жозе де Ривейры, Станислава Калибала и др. Французский теоретик архитектуры, посетивший мастерскую Стерлигова в 1971 году, писал: «Стерлигов развивает идею новой архитектуры после Баухауза, архитектуру „капли воды“, архитектуру кривых, воплощенную в творениях Канделлы и Нимейера».
Вокруг Стерлигова в 1960-е годы образовалась группа художников, в своем творчестве обратившихся к природным структурно-формовым и цветовым образованиям. Это была, по определению искусствоведа, специалиста по авангарду Е. Ковтуна «поздняя школа русского авангарда».
Художник Павел Кондратьев в 1922 году поступил в Академию художеств и два последних года занимался у Матюшина. По окончании учёбы в 1926 году он примкнул к группе «Аналитического» искусства Павла Филонова. В 1960-е годы вновь наиболее близкими его творчеству становятся идеи Матюшина.
«У Сезанна первична геометризация, он шел все же от логики, — говорил Кондратьев. — Матюшин считал, что природе навязывать логику автора нельзя. Для русского авангарда слово „реализм“ не было синонимом копирования природы. Авангард можно понимать как новое представление о мире».
Кондратьев постоянно наблюдал природу, находя в ней импульсы для своего творчества: он «нащупывал» её внутренние формы, выявляя природные структуры и фактуры, работал над восприятием многомерных пространств. Он, как и Стерлигов, воспитанный на художественной культуре авангарда, нашел свою «меру мира».
Органическая линия в русском художественном авангарде далеко не исчерпывается названными именами. Как уже указывалось, и Матюшин, и Стерлигов, и Кондратьев имели много учеников и последователей, которые разделяли их мировоззрение и мировосприятие, пристальный интерес к глубинным красотам Природы и Космоса. При всем блестящем разнообразии творчества вышеуказанных художников, они имеют общие основополагающие принципы, которые дают основание выделить органическое, природное направление в русском классическом авангарде. Главный принцип — это природопочитание как возможное общение с природой на более высоком уровне. Органическое направление — одно из исторических аспектов многообразного понимания и художественного выражения единой Истины.

## Крупнейшие выставки
- 1999 — «Organica. The non-objective world of nature in the Russian Avant-garde» / «Органика. Беспредметный мир природы в русском авангарде XX века» (Кёльн)[22]
- 2001 — «Органика. Новая мера восприятия природы художниками русского авангарда XX века» (Москва)[23]